# Гугушвили, Элгуджа Сергеевич
Элгу́джа (Джема́л) Серге́евич Гугушви́ли (груз. ელგუჯა სერგოს ძე გუგუშვილი; 4 апреля 1946 года, Грузинская ССР, СССР) — советский и грузинский футболист, вратарь. Позже начал тренерскую деятельность.
В качестве игрока известен по выступлениям за клуб «Синатле». В начале 1990-х годов возглавлял молодёжную сборную Грузии. В 1996—1997 годах возглавлял национальную сборную Туркменистана. Последующие два года возглавлял грузинский клуб «ВИТ Джорджия». Также работал в тренерских штабах различных грузинских клубов.